# Аль-Навайсе, Мустафа Хаммуд
Мустафа Хаммуд Аль-Навайсе (род. 1969, Эль-Карак) ― иорданский юрист и государственный деятель. Генеральный секретарь Конституционного суда Иордании с 2013 года.

## Биография
Мустафа Хаммуд Аль-Навайсе родился в 1969 году в городе Эль-Карак. Учился в Российском университете дружбы народов. В 1993 году окончил бакалавриат в области права, а в 1995 году ― магистратуру в области международного права. Позднее был удостоен докторской степени в области истории политических и международных отношениях от Российской академии наук. Изучал английский язык в Великобритании и США.
В 1998 году, после возвращения в Иорданию, работал сотрудником Института дипломатии Иорданского Хашимского Королевства, впоследствии был назначен его председателем.
Указом короля Абдаллы II в декабре 2013 года был назначен генеральным секретарём Конституционного суда Иордании.
В январе 2016 года провёл встречу с председателем Конституционного суда Украины Юрием Баулиным, в ходе которой были достигнуты договорённости о развитии сотрудничества между двумя органами. Тогда же посетил Киевский политехнический институт и обсудил с членами делегации университета возможности увеличения числа студентов из Иордании.
Владеет арабским, русским и английским языками.
Является членом Ассоциации юристов Иордании.

## Награды
- Орден Дружбы (1 февраля 2025 года, Россия) — за большой вклад в укрепление дружбы и сотрудничества между народами, популяризацию русского языка и культуры за рубежом[5].